# Артюгинский сельсовет
Артюгинский сельсовет - сельское поселение в Богучанском районе Красноярского края.
Административный центр - посёлок Артюгино.

## Население
| 2010 | 2012 | 2013 | 2014 | 2015 | 2016 | 2017 |
| ---- | ---- | ---- | ---- | ---- | ---- | ---- |
| 732  | ↘725 | ↘719 | ↘700 | ↘683 | ↘667 | ↘644 |

## Состав сельского поселения
| № | Населённый пункт | Тип населённого пункта          | Население |
| - | ---------------- | ------------------------------- | --------- |
| 1 | Артюгино         | посёлок, административный центр | 687       |
| 2 | Иркинеево        | деревня                         | 45        |

## Местное самоуправление
Артюгинский сельский Совет депутатов
Дата избрания: 04.03.2012. Срок полномочий: 4 года
Глава муниципального образования
- Попова Татьяна Леонидовна. Дата избрания: 26.01.2008. Срок полномочий: 4 года